# Dietmar Todt

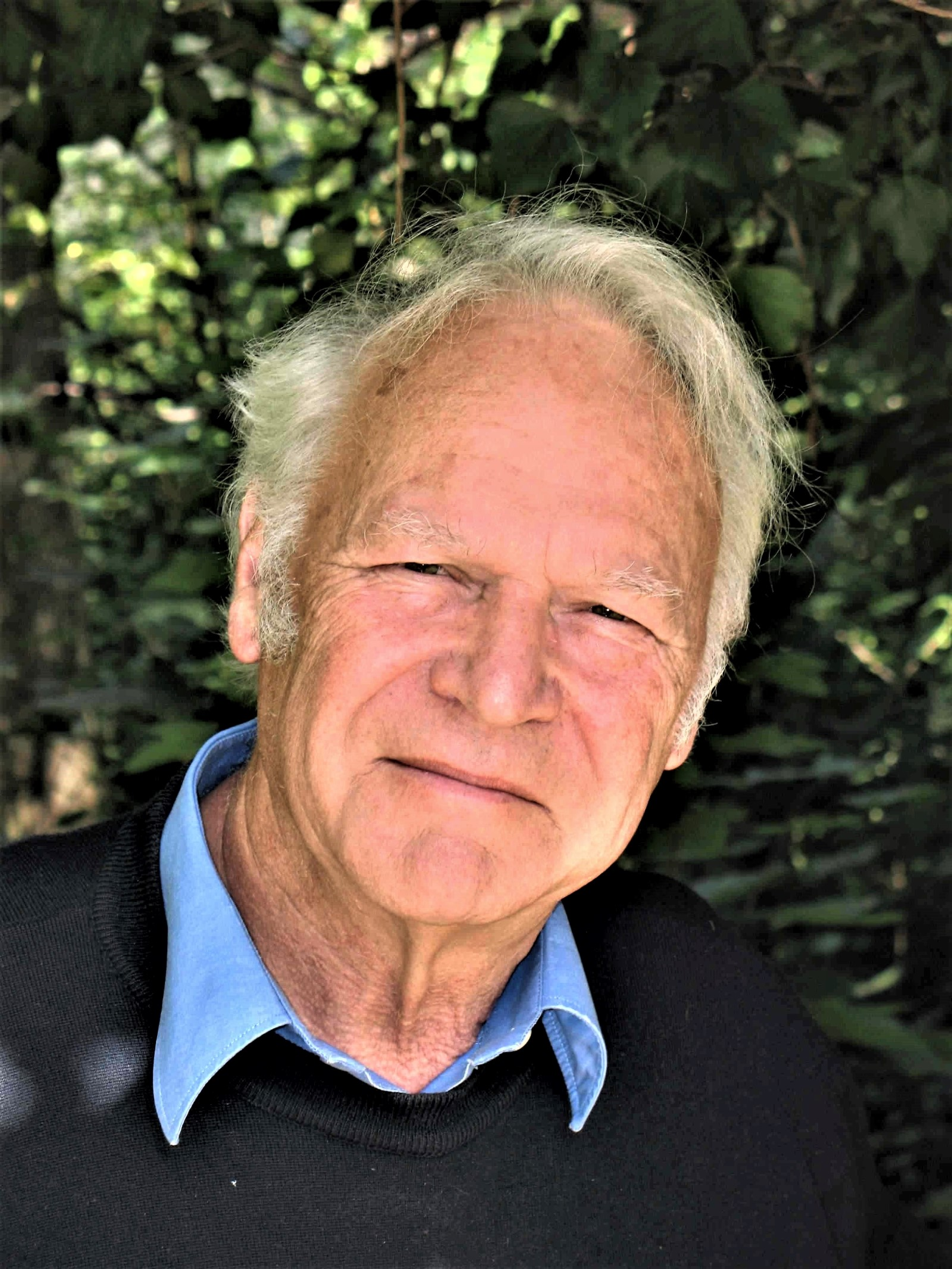
Dietmar Todt (2010)

Dietmar Todt (* 4. April 1935 in Castrop-Rauxel) ist ein deutscher Zoologe mit den Schwerpunkten Verhaltensbiologie und Biokommunikation. Ab 1975 war er Leiter des Instituts für Verhaltensbiologie der Freien Universität Berlin. Seit 2003 ist er emeritierter Professor.

## Leben
Dietmar Todt, Sohn von Hede Todt, geborene Kappelhoff, und des Architekten John D. Todt, studierte Biologie an den Universitäten Marburg und Tübingen. Grundsätzlich ging es ihm darum, präzisere Messtechniken, schnellere und umfassendere Datenaufbereitungsverfahren in die biologische Forschung einzuführen. Sein von biokybernetischen Fragen geleitetes Studium schloss er in Tübingen ab, wo er 1961 auch zum Dr. rer. nat. im Fach Botanik promoviert wurde. Seine Habilitation im Fach Zoologie erfolgte an der Universität Freiburg 1970. Zentrale Aspekte seiner kumulativen Habilitation zum Thema Steuerung des Vogelgesangs wurden in den Mitteilungen der Deutschen Akademie der Naturforscher Leopoldina veröffentlicht. Er war zwischen 1962 und 1964 wissenschaftlicher Referent der Alexander-von-Humboldt-Stiftung.
Er wurde in Berlin ordentlicher Professor an der Freien Universität und war Mitorganisator des International Congress of Neuroethology 1989, außerdem Mitherausgeber der Fachzeitschriften Behaviour und Animal Cognition. Von 1972 bis 1974 war er wissenschaftlicher Organisator und Leiter des Funkkollegs Biologie. Als Mitbegründer des internationalen Delfin-Forschungszentrum (Dolphin Reef/Israel), das er von 1994 bis 2004 leitete, hat er insbesondere die Mensch-Tier-Kommunikation thematisiert.
Aus seiner 1962 eingegangenen Ehe mit der inzwischen verstorbenen Waltraut Todt, geborene Kemnate, hat Dietmar Todt die Söhne Jens Oliver und Tilman Jörn.

## Wirken
Wesentlicher Schwerpunkt der verhaltensbiologischen Forschungsarbeit von Todt ist die Biokommunikation. Unter dem Einfluss kybernetischer Denkmodelle untersuchte er im Rahmen seiner Habilitation die Gesangsorganisation der Amsel (Turdus merula), die ihre vokalen Muster (Strophen) in einer nicht zufälligen Weise produziert, aber auch keinesfalls völlig stereotyp eine fixe Abfolge singt. Der Gesang der Amselhähne (männliche Amseln) variiert nicht nur auf Basis interner Steuerungsprogramme des Individuums, sondern unter dem Einfluss ebenfalls singender Artgenossen. Gleiches belegte Todt mit seiner Forschungsgruppe an der Freien Universität Berlin für andere Vogelarten wie der Nachtigall (Luscinia megarhynchos) und dem Gartenrotschwanz (Phoenicurus phoenicurus). Ergänzend wurde die Gesangssteuerung bei duettierenden Vogelarten wie der ostafrikanischen Schmätzerdrossel und dem ostafrikanischen Grassänger (Cisticola hunteri prinioides) untersucht.

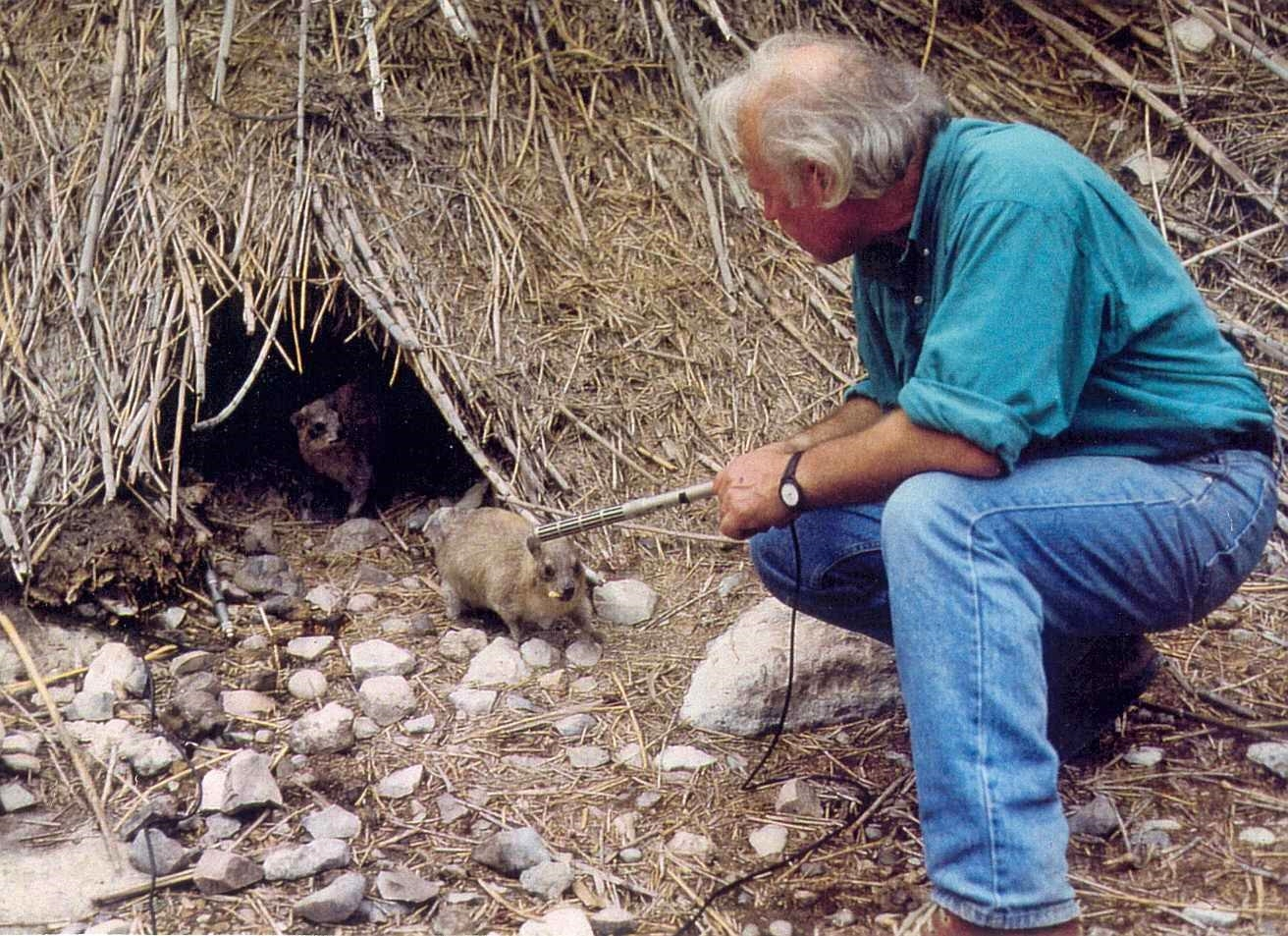
Tonaufnahmen von Klippschliefern in Israel

Präzise Auswertungen und bioakustische Experimente ermöglichten der Sonagraph, der ab den 1950er-Jahren in der Wissenschaft Verwendung fand und die Analyse vokaler Muster auf eine neue Basis stellte, sowie Computerprogramme zur Auswertung großer und komplexer Datenmengen. Beides zusammen erlaubte unter anderem bei der Nachtigall dem Gesangslernen auf die Spur zu kommen und etwa angeborene Parameter von erworbenen zu unterscheiden.
Im Rahmen biokummunikativer Untersuchungen wurden von der verhaltensbiologischen Forschungsgruppe Todt sowohl computergestützte Lautanalysen von Primaten (Berberaffe, Mensch) durchgeführt als auch zunehmend diverse Aspekte der evolutionären Entstehung von Zeichen und ihr Einsatz in konkreten Situationen analysiert.
Außerdem untersuchte die Forschungsgruppe Todt Fragen der zwischenartlichen Kommunikation und hier insbesondere die psychotherapeutische Funktion von Schwimmen mit Delphinen inklusive der Ultraschall-Kommunikation dieser hochentwickelten Säuger. Nach seiner Emeritierung widmete sich Todt verstärkt dem Naturschutz.

## Schriften (Auswahl)
- Das Leben. 1972.
- Die Welt der Tiere. 1973.
- Biologie – Systeme des Lebendigen. 2 Bände. 1976.
- als Hrsg.: Funk-Kolleg Biologie. Band 1–2. Verlag Chemie, ISBN 3-527-21053-9, und Fischer Taschenbuch (ISBN 3-87664-553-0) Weinheim/Frankfurt 1976.